# Кондратовка
Кондра́товка (каз. Кондратов) — село у складі Кизилжарського району Північноказахстанської області Казахстану. Входить до складу Петерфельдського сільського округу, раніше входило до Приміського сільського округу Мамлютського району.
Населення — 561 особа (2021; 620 у 2009, 693 у 1999, 626 у 1989).
Національний склад станом на 1989 рік:
- росіяни — 63 %.